# Philipp Meyn
Philipp Meyn (* 12. August 1982) ist ein deutscher Lehrer und Politiker der SPD. Seit 2022 ist er Mitglied des niedersächsischen Landtags.

## Leben und Beruf
Meyn wuchs auf dem familiären landwirtschaftlichen Hof in Lüdershausen auf, welcher heute nicht mehr bewirtschaftet wird. Sein Vater war Bürgermeister der Gemeinde Brietlingen. Er besuchte das Schulzentrum Scharnebeck, anschließend absolvierte er seinen Zivildienst in der Wittorfer Einrichtung für Kinder und Jugendliche in Krisensituationen. 2003 begann er, an der Universität Essen sowie an der Sporthochschule Köln Politik, Wirtschaft und Sport zu studieren. Nach Beendigung des Studiums im Jahr 2009 war er als Lehrer für Politik, Wirtschaft und Sport tätig, zunächst in Hannover, seit 2014 an der Wilhelm-Raabe-Schule in Lüneburg.
Meyn ist verheiratet und Vater zweier Töchter. Er wohnt in Lüneburg. Seit seiner Jugend spielt er Fußball beim TSV Gellersen. Seit 2022 ist er Vorsitzender des Kreissportbundes Lüneburg.

## Politik
2007 trat Meyn in die SPD ein. Seit 2016 gehört er dem Lüneburger Stadtrat an. Bei der Landtagswahl 2022 gewann er das Direktmandat im neu errichteten Wahlkreis Lüneburg-Land und zog so in den Landtag ein.